# Quenifra
Quenifra (grafia em francês: Khénifra; em berbere: Jenifra; em berbere: Xnifra; em árabe: خنيفرة) é uma cidade do centro de Marrocos, capital da província homónima, que faz parte da região de Meknès-Tafilalet. Em 2004 tinha 71 522 habitantes e estimava-se que em 2012 tivesse 82 740 habitantes.
A cidade, capital histórica dos Berberes zaianes, encontra-se no eixo Fez-Marraquexe, das quais dista, respetivamente, 165 e 315 quilómetros. Ocupa um planalto que é atravessado pelo rio Morbeia (Oum Errabiaa), o qual passa pela cidade, e é rodeada por quatro montanhas com mais de 2 000 metros, que a isolam das regiões vizinhas.
A geografia local contribui para acentuar as características continentais do clima, caracterizado por invernos rigorosos e muito frios (as temperaturas chegam a descer aos 15°C negativos) e verões muito quentes. A região tem numerosos lagos, pelos quais a cidade é conhecida.

## Etimologia
O nome tem origem no verbo amazigue khanfar, que significa "agredir". o que está relacionado com um facto histórico. A certa altura, a cidade estava foi tomada pela força pela tribo dos Ait Bouhaddou. Para manifestar a sua hegemonia sobre a cidade, os zaianes, outra tribo berbere, fazem de Quenifra uma zona de controle para os não zaianes, estabelecendo uma espécie de sistema aduaneiro para os viajantes em trânsito, os quais eram obrigados a pagar uma taxa. Segundo outra versão anedótica, a etimologia provém da história de um homem forte que agredia quem passava.
O topónimo pode ainda designar o local onde se têm lugar combates de akhanfer, uma luta berbere semelhante ao wrestling que é muito praticada no Médio Atlas.
O nome pode ainda estar relacionado com a geomorfologia local: a cidade situa-se encravada entre quatro montanhas (Alhafra). A alcunha Quenifra Alhamra ("Quenifra, a Vermelha") deve-se à coloração das terras da região.

## História
A região de Quenifra sempre teve grande valor estratégico, pois permite controlar o acesso às regiões de Tadla, a sul e de Fez e Taza, a norte, apesar da tenacidade guerreira dos seus habitantes.
Os dois monumentos mais antigos da região atestam o passado da região. A casbá (fortaleza) de Mouha ou Hammou Zayani (homónima de um líder da resistência às forças coloniais francesas do século XX), foi construída pelo emir almorávida Iúçufe ibne Taxufine à beira do Oum Errabiaa e foi restaurada pelo sultão alauita Mulei Ismail em 1688, usando prisioneiros portugueses presos em Mequinez. A reconstrução da casbá inseria-se no reforço do eixo estratégico entre Mequinez, então a capital imperial, e Marraquexe.
A casbá de Adakhssal, a 15 km da cidade e a ponte da cidade sobre o Oum Errabiaa, conhecida localmente como "portuguesa", foram provavelmente construída na mesma época da casbá de Quenifra.
Antes da chegada das tropas do sultão Haçane I em 1877, Quenifra mais não era que um ponto de transição de transumância. Só depois disso Quenifra se tornou uma cidade.

### Invasão francesa e pacificação
Quenifra foi tomada em junho de 1914 por uma força da Legião Estrangeira composta por senegaleses, argelinos e gumis marroquinos do 1º Regimento de Atiradores Marroquinos recrutados na região de Chaouia, sob o comando do generais Ditte, Poeymirau e Charles Mangin. Este último tinha adquirido uma reputação lendária em Marrocos durante a campanha nos territórios entre as regiões de Casablanca e a planície de Tadla; era considerado um grande estratego militar que poderia evitar o confronto direto com os zaianes antes da submissão das tribos que viviam desde Chaouia até aos confins do território dos zaianes.

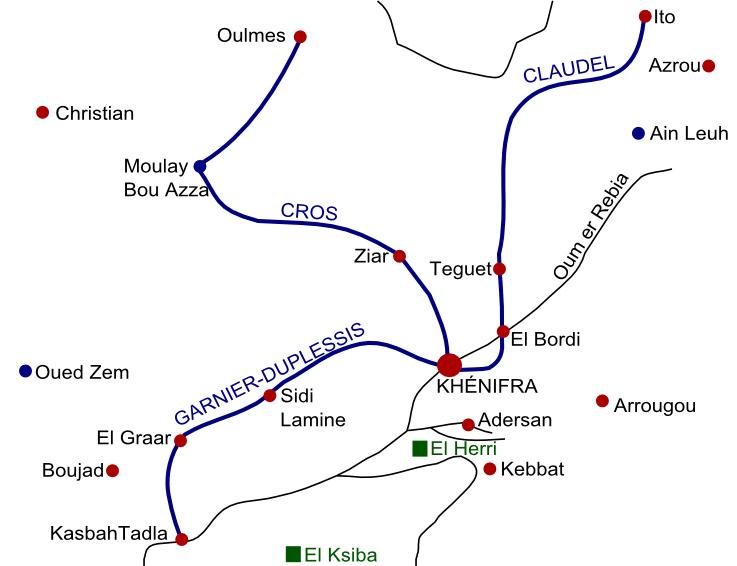
Mapa com as localidades e postos franceses a noroeste de Quenifra e a rota das três colunas que marcharam sobre a cidade de ocidente, norte e leste, após a batalha de Ehri em 13 de novembro de 1914

Segundo o diário das marchas e operações da 2ª bateria do 1º Regimento de Artilharia de Montanha entre 6 de setembro e 16 de outubro de 1913, o comando das tropas em Marrocos estava consciente dos riscos de um confronto direto com os zaianes durante a campanha de Marrocos de 1907-1914. Nestes relatórios, Charles Mangin descreve com precisão as diferentes fases da sua campanha.
A 13 de novembro os rebeldes comandados por Mouha ou Hammou lançam um contra-ataque. Mouha ou Hammou tinha conseguido unir pela primeira vez diversas tribos vizinhas — além de zaianes, havia membros das tribos Ichkirn Elkbab, Aït Ihnd Krouchen e mesmo dos Aït Hdiddou e dos Aït Atta entre os rebeldes. O assalto  resultou na na batalha de Elhri, a 20 quilómetros de Quenifra, imprudentemente iniciada pelo coronel Laverdure. A pesada derrota dos Franceses obriga à evacuação da casbá, ocupada pelos legionários desde junho de 1914. A resposta dos  Franceses não tarda e em pouco tempo conseguem retomar a região, isolar os zaianes, restringindo-lhes o seu território e obrigando-os a procurar refúgio nas montanhas. O bloqueio dos zaianes conclui-se com êxito, permitindo que a fértil planície de Tadla, o chamado celeiro de Marrocos, fosse colocado em segurança contra os ataques daquela tribo.
Após a submissão da maior parte dos chefes tribais do Médio Atlas central, nomeadamente de Mouha Ou Saïd Ouirra de El Ksiba e Mohand N'hamoucha de El Hajeb e de outras tribos das planícies, os legionários de Charles Mangin e de Paul Henrys controlam a região de Quenifra, embora a pacificação da região só fique concluída oficialmente em 2 de junho de 1920 com a submissão do paxá Hasan Amahzoune ao general Poeymirau, um colaborador próximo do marechal Lyautey, o residente geral (governador colonial) do Protetorado Francês do Marrocos.

### Após a pacificação
A cidade não se desenvolveu durante o protetorado, pois fazia parte do que os colonizadores chamavam "Marrocos inútil".
Em 1930 ocorreram manifestações contra o  Dahir berbere, o decreto do sultão que alterava o sistema judicial tradicional nas regiões tribais berberes, onde a Charia (lei islâmica) já não era aplicada, e cujo objetivo era separar os Berberes das comunidades árabes. O Dahir berbere era apoiado pelos Franceses, a quem convinha a desunião entre Berberes e Árabes e a quem o decreto abria caminho para tomarem posse de terras tribais berberes, por alguns caides, liderados por Thami El Glaoui e por uma elite de intelectuais hostis aos Berberes.
Em agosto de 1934 ocorrem novamente manifestações contra o Dahir berbere, com greves e orações evocando o "Alatife" (nomes de Alá) pedindo a Deus que os Berberes não fossem separados dos seus irmãos Árabes. Este movimento de protesto, lançado pela elite burguesa de Fez formada no ensino tradicional, irá liderar a resistência até à independência em 1956.
Em agosto de 1953 a deposição do sultão Maomé V pelos Franceses desencadeia uma vaga de descontentamento na população que não pára de crescer até conduzir à chamada revolução de Quenifra — a 20 de agosto de 1955, no aniversário da deposição de Maomé V, ocorre uma insurreição na cidade. São mortos três jornalistas e uma vaga de protestos eleva-se nas cidades de Oued Zem, Immouzer Marmoucha e Casablanca. A revolta foi duramente reprimida por ordem de Gilbert Grandval, nomeado residente-geral em plena crise franco-marroquina em junho de 1955, e especialmente sangrenta para a população de Quenifra, sobretudo para as tribos zaianes que cercavam a cidade. O comandante das tropas de Marrocos, Raymond Duval, ordenou um massacre que se, segundo as números oficiais — qualificados de ridículas por Charles-André Julien[carece de fontes?] — se cifrou em 700 mortos marroquinos e 49 europeus. Oued Zem foi especialmente fustigada pelo massacre. Raymond Duval morreu nas montanhas de Quenifra a 22 de agosto de 1955 quando o avião onde seguia explodiu.